# Terry Kilburn
Terence E. Kilburn  (nacido el 25 de noviembre de 1926), más conocido por su labor interpretativa antes de 1953 como Terry Kilburn, es un actor angloestadounidense. Nacido en Londres, se mudó a Hollywood (Estados Unidos) a la edad de 10 años, desempeñándose como actor infantil en películas como A Christmas Carol (1938) y Goodbye, Mr. Chips (1939) a finales de 1930 y principios de 1940. 

## Primeros años
Kilburn nació en West Ham, Essex, en el Gran Londres  en 1926, proveniente de padres de clase trabajadora. Hizo algunas actuaciones no remuneradas siendo un niño pequeño, hasta que un agente lo alentó a ir a Hollywood. Kilburn y su madre emigraron a los Estados Unidos en 1937, y su padre llegó al año siguiente. Un buscador de talentos para MGM lo descubrió mientras Kilburn ensayaba para el programa de radio de Eddie Cantor, y fue elegido para la película británica Lord Jeff (1938).

## Carrera de Hollywood
Conocido por su mirada inocente y soñadora, Kilburn alcanzó la fama a la temprana edad de 11 años interpretando a Tiny Tim en la versión cinematográfica de A Christmas Carol (1938) de Metro-Goldwyn-Mayer, y también como cuatro generaciones de la familia Colley en Goodbye, Sr. Chips (1939). También desempeñó papeles principales en dos películas protagonizadas por Freddie Bartholomew : Lord Jeff (1938) y Swiss Family Robinson (1940). También actuó en Las aventuras de Sherlock Holmes (1939) con Basil Rathbone . 
Además de Lord Jeff (1938), Kilburn trabajó junto a Mickey Rooney en Andy Hardy Gets Spring Fever (1939), A Yank at Eton, de Norman Taurog (1942) y Fuego de juventud (1944). En 1946 estaba en Black Beauty. En sus primeros 20 años, entre 1947 y 1948, trabajó en cuatro películas consecutivas de Bulldog Drummond interpretando al reportero Seymour, y en 1950 tuvo papeles menores en dos películas de temática naval. 
Después de la secundaria, Kilburn se concentró en el trabajo escénico y estudió teatro en la UCLA. Hizo su debut en Broadway, acreditado como Terrance Kilburn, como Eugene Marchbanks en un renacimiento de 1952 de Cándida de George Bernard Shaw. Posteriormente, se mantuvo comprometido con las actuaciones en vivo, como actor y director.
Después de 1952 fue acreditado en el cine como Terence Kilburn. Su última aparición en el cine fue un pequeño papel en Lolita (1962). Entre 1951 y 1969, también participó en casi una docena de producciones adaptadas para televisión, películas de televisión y episodios de series de televisión.

## La vida después de Hollywood
De 1970 a 1994, Kilburn fue director artístico del Teatro Meadow Brook de la Universidad de Oakland en Rochester, Míchigan, donde se presentan obras clásicas, comedias y musicales, y es conocida su producción anual de Dickens A Christmas Carol, adaptada por Charles Nolte, compañero de Kilburn.

## Vida personal
Actualmente Kilburn reside en Minneapolis, Minnesota. Su compañero durante más de 50 años, el actor Charles Nolte, murió en enero de 2010.

## Filmografía
| Año  | Título                                            | Personaje                             | Notas                                                        |
| ---- | ------------------------------------------------- | ------------------------------------- | ------------------------------------------------------------ |
| 1938 | Lord Jeff (Horizontes de gloria)                  | Albert Baker                          | De Sam Wood                                                  |
| 1938 | A Christmas Carol                                 | Tiny Tim                              |                                                              |
| 1938 | Sweethearts (Enamorados)                          | Hermano                               |                                                              |
| 1939 | The Great Man Votes                               | Estudiante                            | (Sin acreditar)                                              |
| 1939 | Adiós, Mr. Chips                                  | John Colley Peter Colley I, II, y III |                                                              |
| 1939 | Andy Hardy Gets Spring Fever                      | 'Stickin' Plaster                     |                                                              |
| 1939 | They Shall Have Music                             | Limey                                 |                                                              |
| 1939 | The Adventures of Sherlock Holmes                 | Billy                                 |                                                              |
| 1940 | Swiss Family Robinson                             | Ernest Robinson                       |                                                              |
| 1941 | Mercy Island                                      | Wiccy                                 |                                                              |
| 1942 | A Yank at Eton                                    | Hilspeth                              | No acreditado                                                |
| 1944 | Fuego de juventud                                 | Ted                                   |                                                              |
| 1946 | Black Beauty                                      | Joe                                   |                                                              |
| 1947 | Song of Scheherazade                              | Guardiamarina Lorin                   |                                                              |
| 1947 | Bulldog Drummond at Bay                           | Seymour                               |                                                              |
| 1947 | Bulldog Drummond Strikes Back                     | Seymour                               |                                                              |
| 1948 | The Challenge                                     | Seymour                               |                                                              |
| 1948 | 13 Lead Soldiers                                  | Seymour                               |                                                              |
| 1950 | Tyrant of the Sea                                 | Pato Salvaje (marinero).              | De Lew Landers                                               |
| 1950 | Fortunes of Captain Blood                         | Kenny Jensen                          | De Gordon Douglas                                            |
| 1951 | Hill Number One: A Story of Faith and Inspiration | Stephen                               | Serie de televisión Family Theatre.                          |
| 1951 | Only the Valiant                                  | Soldado Saxton                        | De Gordon Douglas                                            |
| 1953 | Slater's Dream                                    | Samuel Slater                         | Serie de televisión Cavalcade of America                     |
| 1953 | Slaves of Babylon                                 | Rey Cyrus                             |                                                              |
| 1954 | King Richard II                                   | Harry Percy                           | Telefilm                                                     |
| 1954 | Night Must Fall                                   | Dan                                   | Serie de televisión Kraft Theatre                            |
| 1954 | You Touched Me!                                   |                                       | Serie de televisión Kraft Theatre                            |
| 1956 | The Honor Code                                    | Cadete Eddie Garley                   | Serie de televisión West Point                               |
| 1956 | Miss Mabel                                        | Peter                                 | Serie de televisión Lux Video Theatre.                       |
| 1957 | The New Adventures of Martin Kane                 | Bill Wright                           | Serie de televisión, episodio "The Railroad Story"           |
| 1957 | The Long Christmas Dinner                         | Sam                                   | Cortometraje para televisión                                 |
| 1958 | Fiend Without a Face                              | Capitán Al Chester                    | De Arthur Crabtree                                           |
| 1958 | The New Adventures of Charlie Chan                | Coronel Arthur Ross                   | Serie de televisión "Safe Deposit"                           |
| 1962 | Lolita                                            | Hombre                                | (Última película)                                            |
| 1969 | Superagente 86                                    | Cantante en camiseta                  | Serie de televisión, episodio "Hurra por Hollywood" (T4E15). |